# Blame It on the Rain
Pistes de All Or Nothing (US Remix Album)
Baby Don't Forget My Number Girl I'm Gonna Miss You
Blame it on the Rain est une chanson enregistrée par Milli Vanilli et écrit par une hitmakers Diane Warren. Elle a été leur Deuxième hit numéro un au Billboard Hot 100 (25 Novembre et 2 Décembre, 1989). Le clip vidéo a été tourné devant la façade de la discothèque P1 à Munich, Allemagne.

## Titres
CD-Maxi
1. "Blame It on the Rain" (club mix) — 7:02
2. "Money" (remix) — 4:10
3. "Baby Don't Forget My Number" (European mix) — 4:55

7"-single
1. "Blame It on the Rain" — 4:08
2. "Money" (remix) — 4:11

12"-Maxi - UK
1. "Blame It on the Rain" (club mix) — 7:15
2. "Money" (Remix) (long version) — 5:17
3. "Blame It on the Rain" (radio version) — 4:08

## Top
| Top (1988),                           | Meilleur position |
| ------------------------------------- | ----------------- |
| Austrian Singles Chart                | 8                 |
| German singles chart                  | 3                 |
| Australian Singles Chart              | 5                 |
| Swedish Singles Chart                 | 6                 |
| Swiss Singles Chart                   | 22                |
| UK Singles Chart                      | 52                |
| US Billboard Hot 100                  | 1                 |
| US Hot Dance Music/Maxi-Singles Sales | 13                |
| US Hot R&B/Hip-Hop Songs              | 14                |